# 甘丹寺
甘丹寺（藏語：དགའ་ལྡན་，威利转写：Dga'-ldan，藏语拼音：Gandain），一譯噶丹寺，旧譯钆灯寺、噶登寺、噶尔丹寺、噶勒丹寺等，位于中国西藏自治区拉萨市达孜区境内拉萨河南岸卓日吾齐山的海拔3800米的旺波日山顶上，距拉萨57公里。清朝雍正年间清世宗曾为该寺赐名“永泰寺”。甘丹寺1961年被中华人民共和国国务院公布为第一批全国重点文物保护单位，現為重要宗教場所與景點。

## 名称由来
寺院全称“卓甘丹南巴杰卫林”，其中“卓”指卓日吾齐山，“甘丹”是藏语音译，其意为“兜率天”，这是未来佛弥勒所教化的世界，“南巴杰卫林”意为尊胜寺，故该寺名。

## 历史
该寺是佛教格鲁派创始人宗喀巴于1409年亲自筹建的。该寺赤巴（“赤巴”意即法台或座主）稱為甘丹赤巴。
西藏民主改革前，甘丹寺定编住寺僧人为3300名，实际多时达5000～6000人。1959年藏区骚乱中，古寺遭到近代第一次破坏。经中央批准，1959年3月26日中共西藏工委抽调驻拉萨的各单位干部组成三个军事管制委员会，分别进入甘丹、哲蚌、色拉拉萨三大寺，采取政治争取、军事戒备和充分发动群众，并把三者紧密结合起来进行平叛改革工作，为在全区展开平叛改革摸索经验。甘丹寺军代表兼工作组组长杨东生（藏族）、副军代表兼工作组副组长魏克（西藏军区政治部青年部长兼，秘书兼翻译倪扶汉（《西藏日报》社藏文版编辑），共30多名汉藏工作人员。3月30日10时在武装部队包围寺院下，通过寺里派出的代表短暂交涉，工作组和平进入甘丹寺。该寺上层几乎全部参加了拉萨叛乱，很大一部分僧人也卷入叛乱而离开了寺院。工作组进寺时留在寺里的僧人共563名，其中除有计划留下的潜伏应变人员外，大多数系老弱僧人。杨东生向全体僧人作报告讲了四个问题：共产党的宗教信仰自由政策、同叛乱和坏人划清界线、走爱国守法的道路、积极进行学习。工作组一部分人在僧人的带领下搜查武器和叛乱罪证；一部分人深入僧人中间访问登记，进行甄别排队。对于参加叛乱的寺庙，如果表示投降，按下列办法处理：
1. 交出寺庙内的武器；
2. 参加叛乱已逃跑了的僧人，应由寺庙派人设法叫回来，并交出其全部叛乱武器；
3. 保护爱国守法的寺庙和爱国守法的宗教人员，但对于参加了叛乱的活佛、堪布等如不悔过自新应予法办；
4. 隐藏在寺庙的叛乱分子、反革命分子及叛乱和反革命的文件、证件必须全部交出来；
5. 军用物资应全部交出来。

由于工作的需要，杨东生只在甘丹寺工作很短时间就离开了，后来的工作主要由魏克负责。在登记排队的基础上，4月5日将叛乱骨干和寺庙当权者共56人临时集训进一步查清问题后陆续解脱；将609名下层僧人编成十个小组进行学习、诉苦、揭发。至4月10日，工作组已初步分清哪些人参加了叛乱，哪些是爱国守法的僧人。4月15日举行“平叛诉苦大会”，560多僧人参加会议，有160多人登台控诉发言，公捕了乃穷娃·顿巴江村等假投降的潜伏应变小组成员，同时宣布对49名有悔改诚意、主动交待问题的参与叛乱的僧人解除了集训。4、5月间，向寺内僧人反复深入宣传民族政策、宗教信仰自由政策和平息叛乱的政策，组织僧众学习周恩来总理在第二届全国人民代表大会上所作的《政府工作报告》中有关西藏的部分和国务院《解散西藏地方政府的命令》，学习国际形势和国内形势经过积极筹备。培养在平叛斗争中涌现出来的积极分子并选出了以贫苦僧人罗桑诺拉为主任，军管会雍王（藏族）和爱国活佛巴苏为副主任的平叛委员会，为52名15岁以下的小僧人发放糌粑、茶叶和牛羊肉，改善了贫苦僧人的生活。经过僧众2个月的揭发和斗争，查清了甘丹寺原来堪苏以上的参叛人员和强迫参叛的僧人。6、7月间，转入寺庙民主改革，邀请寺庙作为领主的所属的各谿卡的农奴参与寺庙改革，主要内容是反对寺庙特权，算寺庙的剥削账、压迫账。甘丹寺经过“三反”（反叛乱、反封建特权、反奴役剥削）、三算（算政治迫害账、算等级压迫账、算经济剥削账）。首先在5月底军管会派工作组在受苦最深的塔吉谿卡进行了“三反”试点。经过一段艰苦的发动群众工作后，于6月6日召开了有僧人参加的群众诉苦斗争大会，对甘丹寺派出的叛乱谿本达龙娃·强估群则进行了面对面的斗争。军管会除继续深入开展寺内的“三反”斗争外，抽出大部分工作人员带领贫苦僧人积极分子，分头下到达孜县的章多、珠西、夏扎窝、巴纳雪等庄园去发动农奴进行反叛乱、反特权、反剥削的斗争。经西藏工委批准，8月5日在甘丹寺召开了僧俗人民控诉斗争大会，参加大会的有甘丹寺所属的122个宗谿，33座寺庙的农牧民农奴和僧人3216人。在五天的大会上，有108位苦主，对甘丹寺上层进行了揭露和控诉。在8月10日的控诉大会上，把寺庙的有关限定乌拉差役、高利贷、人身依附关系的种种契约、字据统统当众烧掉。完成了该寺民主改革后，9月15日推选出以贫苦僧人为主、上层爱国僧人占一定比例的“寺庙民主管理委员会”，贫苦僧人洛桑诺拉为主任，巴苏活佛为副主任，寺庙的教务、学习、生产、生活等皆由僧众民主管理，在其领导下恢复了进行正常宗教活动。对于300多名要求回家或就地还俗的僧人，按照路途远近分别发给足够的路费和安家费；将要求参加工作的13名青年僧人介绍到拉萨安排了工作岗位；选送了一些年岁小的僧人去读书；对自愿继续留寺的312名僧人的生活安排，按照定级定量，政府每年发给主任、副主任青稞26藏克，委员22藏克，年老的僧人20藏克，一般僧人18藏克生活粮（1藏克约28市斤），还给寺庙留下10万元的管理费用、土地339藏克（1藏克耕地即播种约28市斤种子的土地），在戴卡等地建立农场并留下耕牛9对、羊200只、奶牛100头和日常生活用品等，寺庙僧众自食其力。1959年1O月1日在拉萨策墨林“叛乱寺庙罪证展览会”正式展出。该展览有4名汉族干部管理人员，30多名解说员全由甘丹寺、哲蚌寺的僧人担任，后大部分参加了工作。
1962年甘丹寺被定为全国重点文物保护单位。
1966年毛泽东发动的文化大革命中，500多年历史的甘丹寺遭受當地紅衛兵洗劫摧毁，成为一片废墟。拆寺工程从1966年8月19日村民響應號召开始。从全寺喇嘛聚会念经的“措钦大殿”开始拆，然后一座接一座地把全部的僧舍都拆掉。炸药也被用于加速“拆寺工程”。炸药引爆后就由一组组的人用十子镐把整座寺夷为平地。当地的僧侶成功地把宗喀巴的雕像藏了起来；这是文革中唯一逃过洗劫的文物。其它所有的一切全部被摧毁。废墟在1969年，又一次遭到破坏；在西藏其他地區人的眼中，甘丹寺周圍的村民在文革期間最為激進，所有建筑材料全部被分发出去。到此为止，500多年历史的甘丹寺不留一石一木。
大量僧侣逃难到南印度定居，十四世达赖流亡印度期间在印度又重建了另一間甘丹寺。原本的甘丹寺于1980年开始修复工作。1980年以后中共拨巨款对寺庙进行了彻底维修：重修了宗喀巴灵塔，重绘了羊八犍经院壁画，重印了《甘珠尔》和《丹珠尔》大藏经，维修了二十多幢经堂佛殿僧舍。眼下寺内有僧人一百八十五名，进行着正常的佛事活动。

## 影响与地位
该寺是藏传佛教格鲁派建立的第一座寺庙，可谓格鲁派的祖寺。宗喀巴法座的继承人甘丹赤巴即居于此寺。
该寺与哲蚌寺、色拉寺合称“拉萨三大寺”，又与哲蚌寺，色拉寺和扎什倫布寺合称格魯派的「四大寺」。再加上塔爾寺和拉卜楞寺，又被称为格魯派「六大寺」。

## 组织
民主改革前，该寺的组织为喇吉、扎仓和康村三级管理组织。喇吉为全寺性组织，康村是基层组织，扎仓介于二者之间。喇吉的总领称“堪布赤巴”。
上密院和下密院是地位对等的研习密宗的高级组织，比三大寺内的密宗扎仓层次更高。在上密院和下密院修习的喇嘛可以逐级升为上密院和下密院的堪布，卸任后的堪布称为“堪苏”。上密院堪苏可升补为甘丹寺夏孜扎仓的法尊“夏孜曲杰”（意为“东顶法尊”），下密院堪苏可升补为甘丹寺绛孜扎仓的法尊“绛孜曲杰”（意为“北顶法尊”）。宗喀巴法位甘丹赤巴的继承者轮流由这两位曲杰担任。
寺内普通僧人称“扎巴”，德高望重、学识渊博的僧人称“喇嘛”。寺内读经的僧人为数不多，多从事杂务等活动。学经僧人称“贝恰娃”，他们所能考取的最高学位是“格西”。获得格西后，僧人可出任僧官、收徒、担任寺内职务等，还可升入上密院或者下密院修习密宗。

## 建筑
该寺整体坐西北向东南。
- 措钦大殿：为该寺主殿，供奉强巴佛、宗喀巴等铜像
- 拉章：2座
  - 赤妥康（Tri Thok Khang）：一译“赤多康”，又称“存衣殿”，金顶，为宗喀巴及历任甘丹赤巴的卧室，存有他们的衣物。殿内主供文殊菩萨、尊胜佛母、大白伞盖佛母等的鎏金铜像。
  - 昂久康
- 羊八犍：一译“阳八犍”，为护法殿，得名于后墙一块相传自印度羊八犍飞来的巨石
  - 斯东康（Serdhung）：又称“灵塔殿”，位于羊八犍建筑群的最高层，金顶，供奉宗喀巴以及历任甘丹赤巴的灵塔
- 斯赤康：有金顶
- 扎仓（僧舍院）：2个，均为显宗扎仓
  - 夏孜扎仓（意为“东顶僧院”）：下有11个康村
  - 绛孜扎仓（意为“北顶僧院”）：下有12个康村
- 康村（Khangtsen）：23个，每个康村管辖若干米村。康村和米村为扎仓下的地域性组织及僧人食宿之地。
- 米村（Myicun）：20个
- 辩经场：9座
- 宗喀巴修行处：位于该寺最东北部，是宗喀巴当年修行之所

## 节日

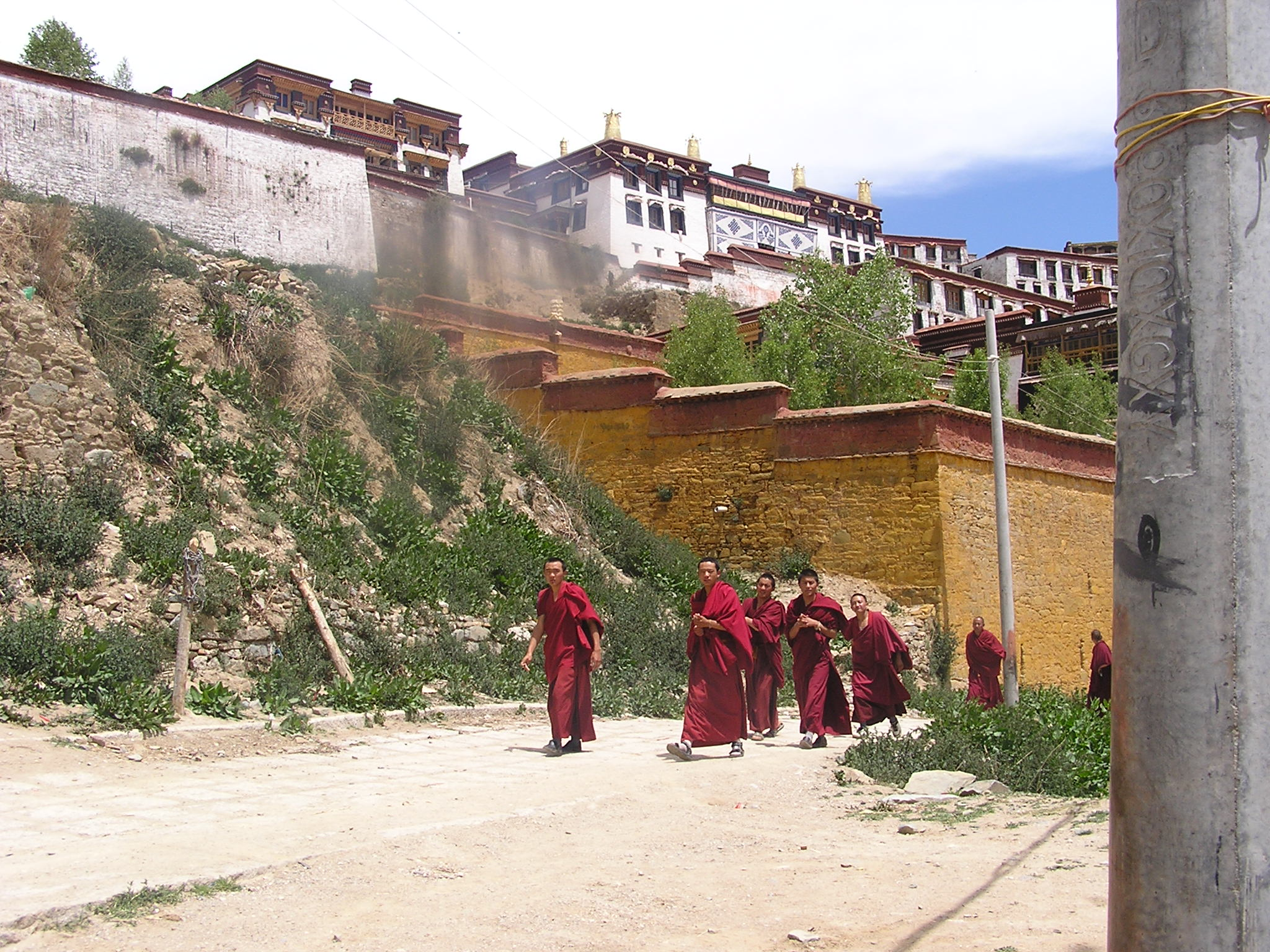
拉萨甘丹寺内的僧人，山上白色建筑为绛孜扎仓

该寺每年藏历十月二十五日即宗喀巴忌日举办“燃灯节”（藏语称“甘丹昂却”），白天展佛，晚上燃灯。

## 图集

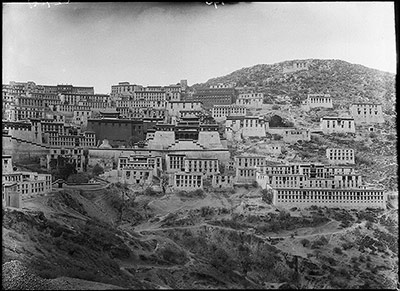
1921年的甘丹寺。圖中偏左是宗喀巴墓，其右四根大柱子的是大殿
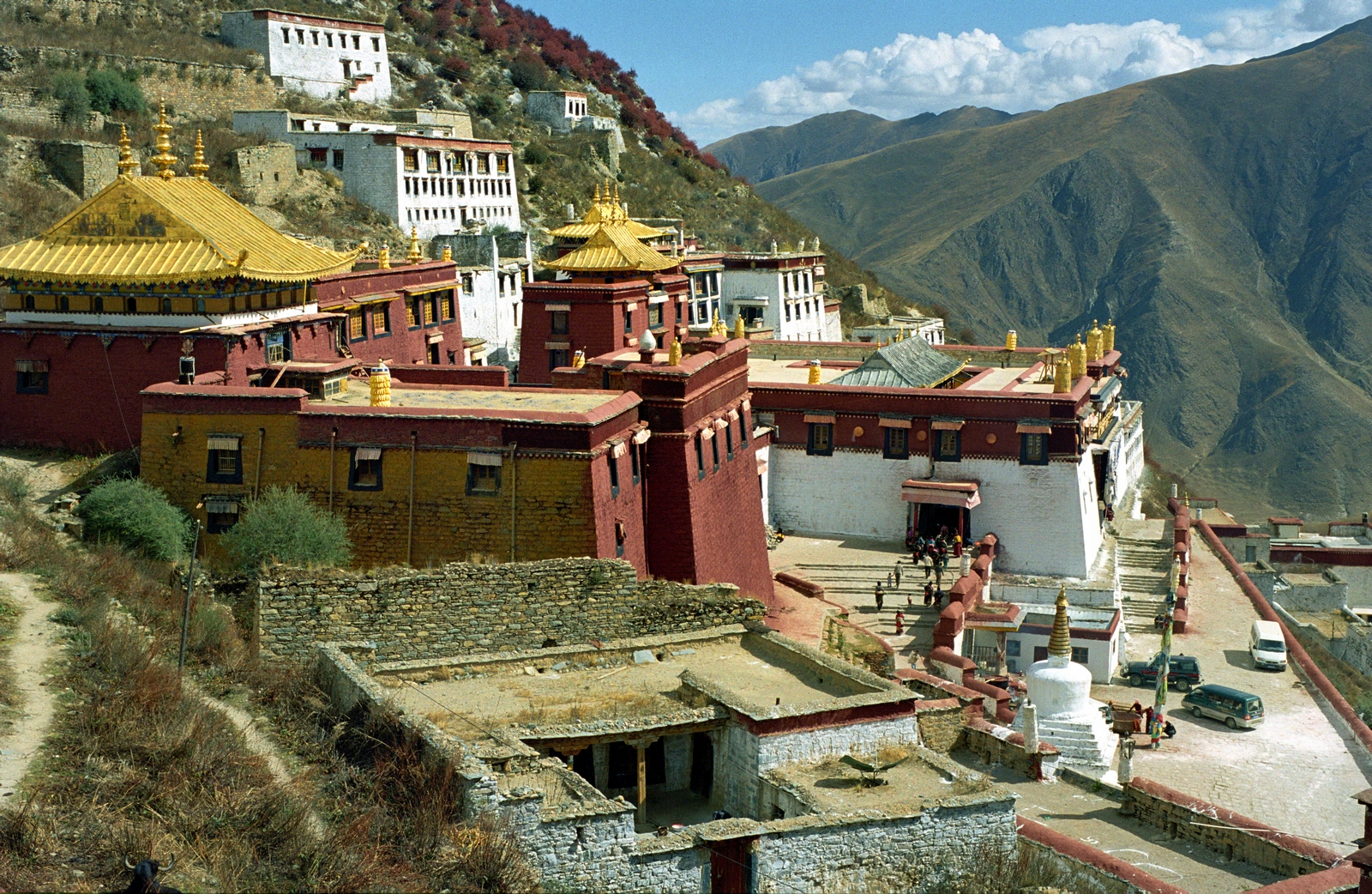
近处红色建筑为羊八犍，最左侧金顶者为斯东康，稍远处白色建筑为措钦大殿
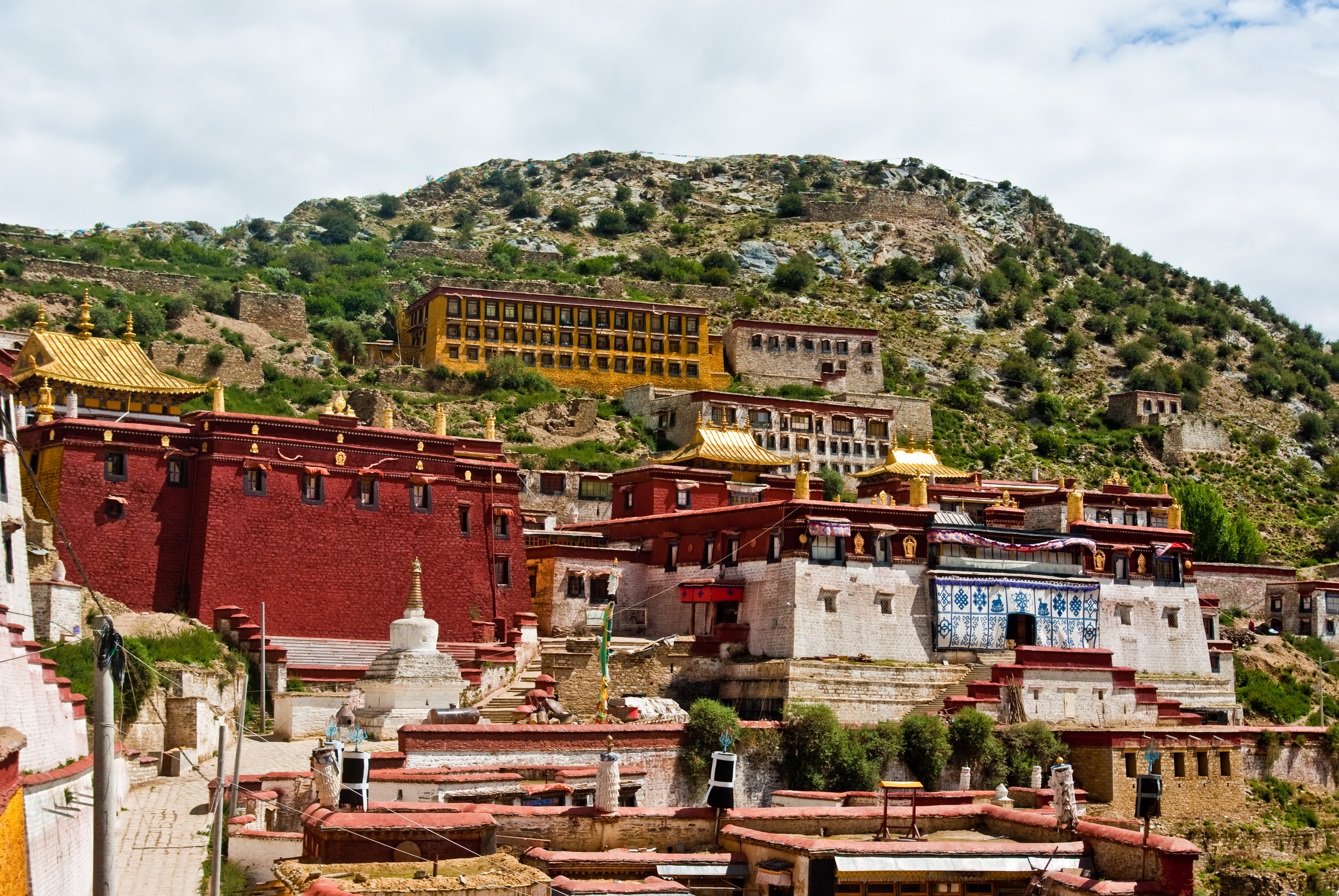
左侧红色建筑为为羊八犍，最左侧金顶者为斯东康，右为措钦大殿
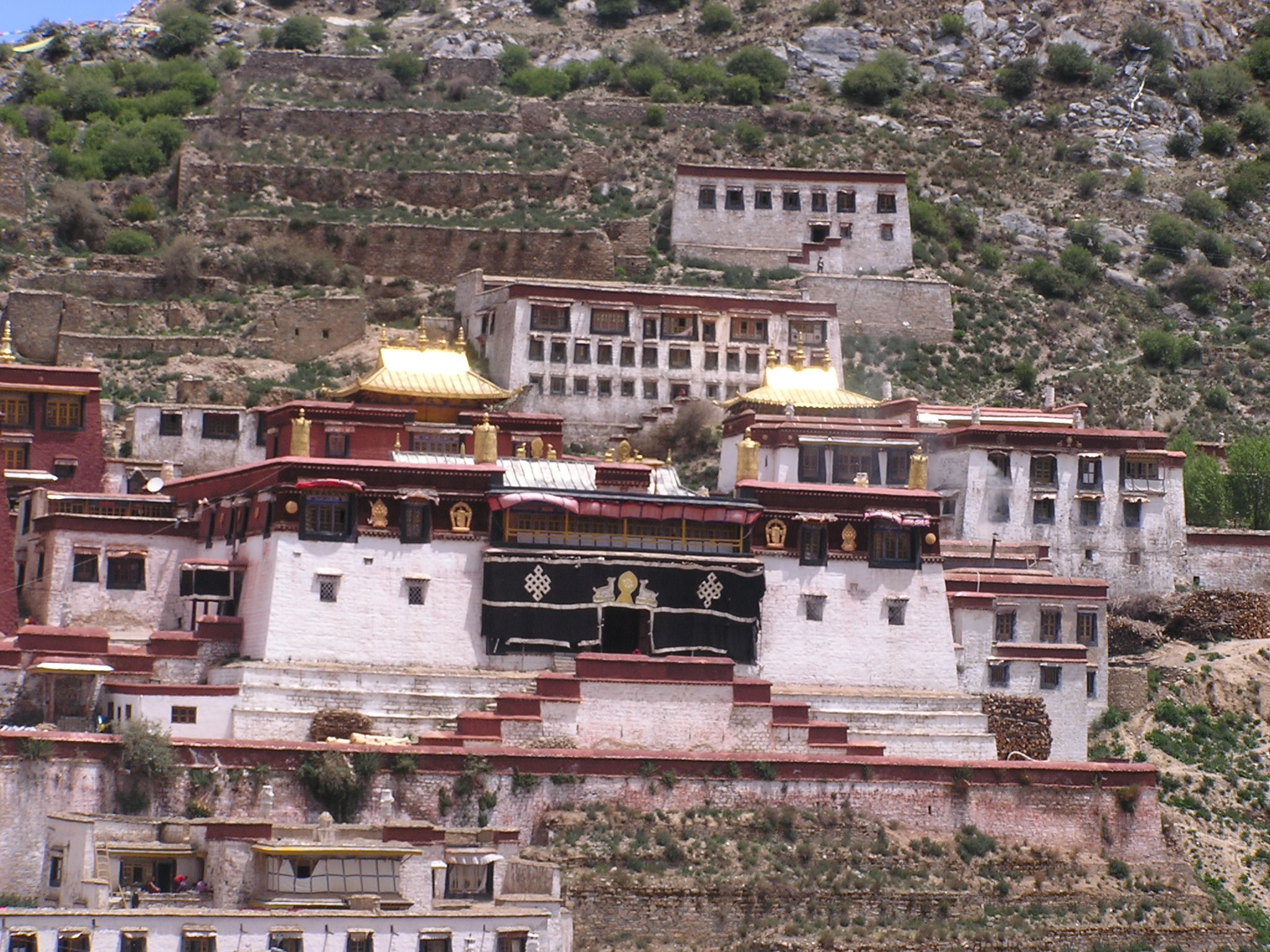
措钦大殿
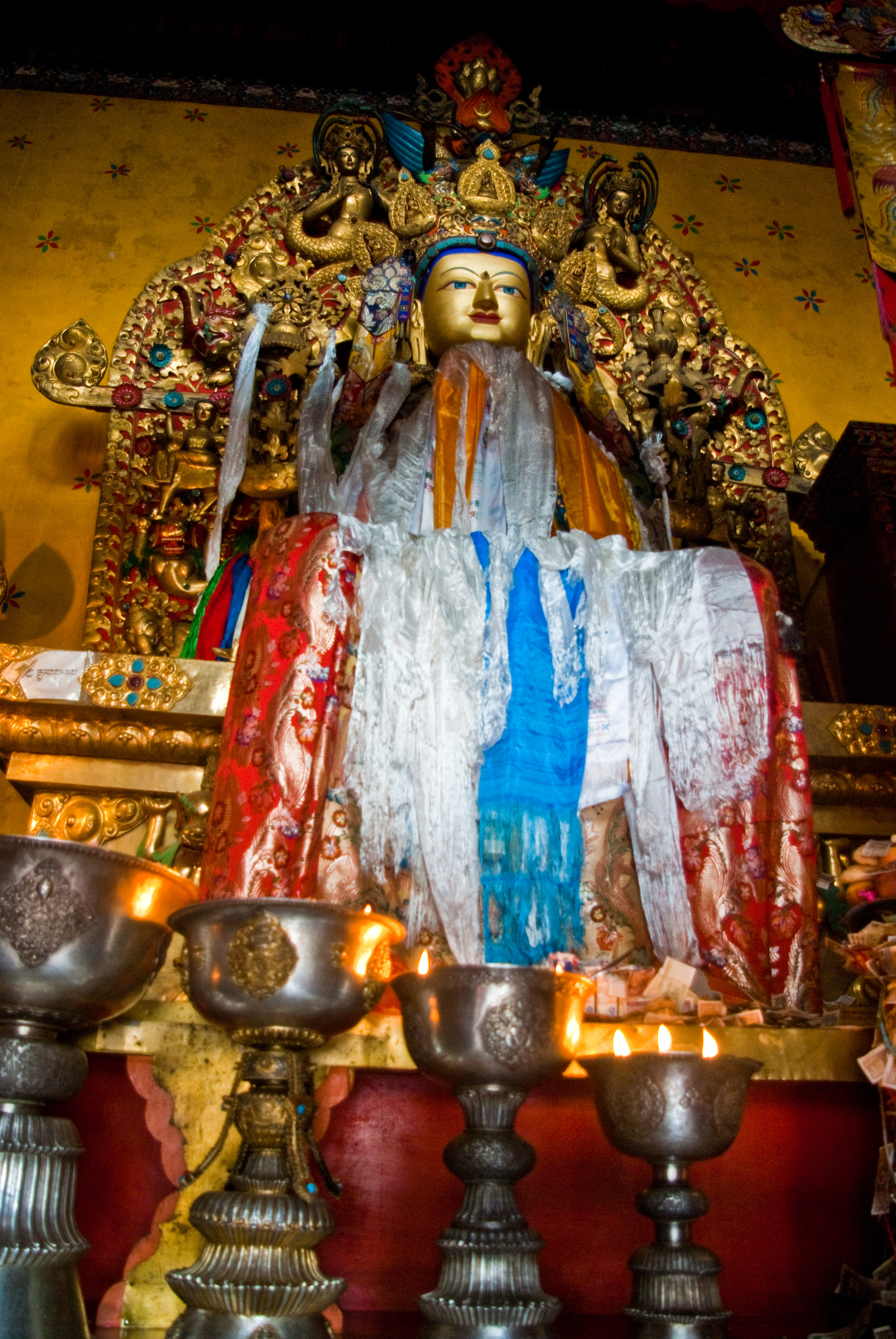
措钦大殿内景
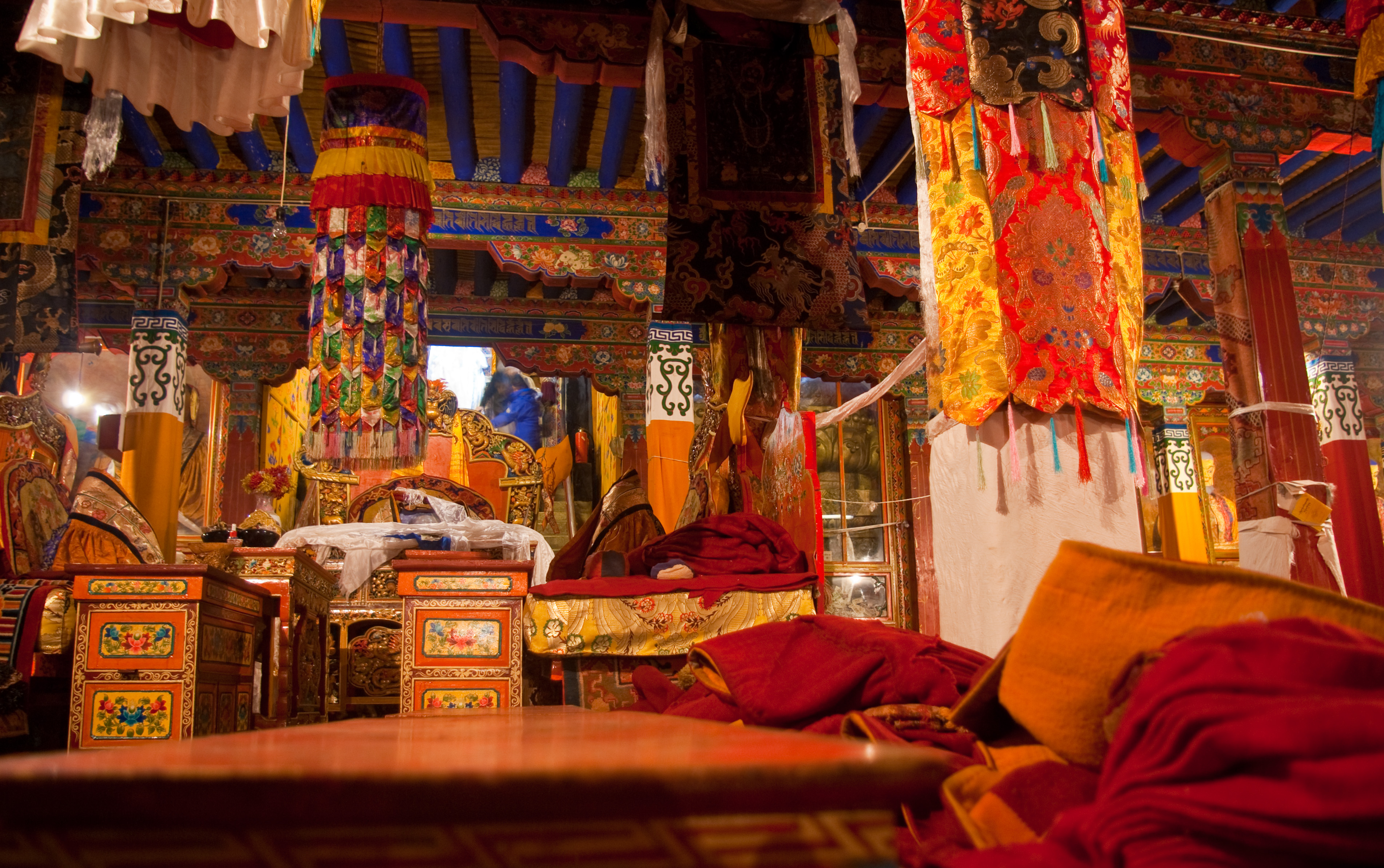
措钦大殿内景
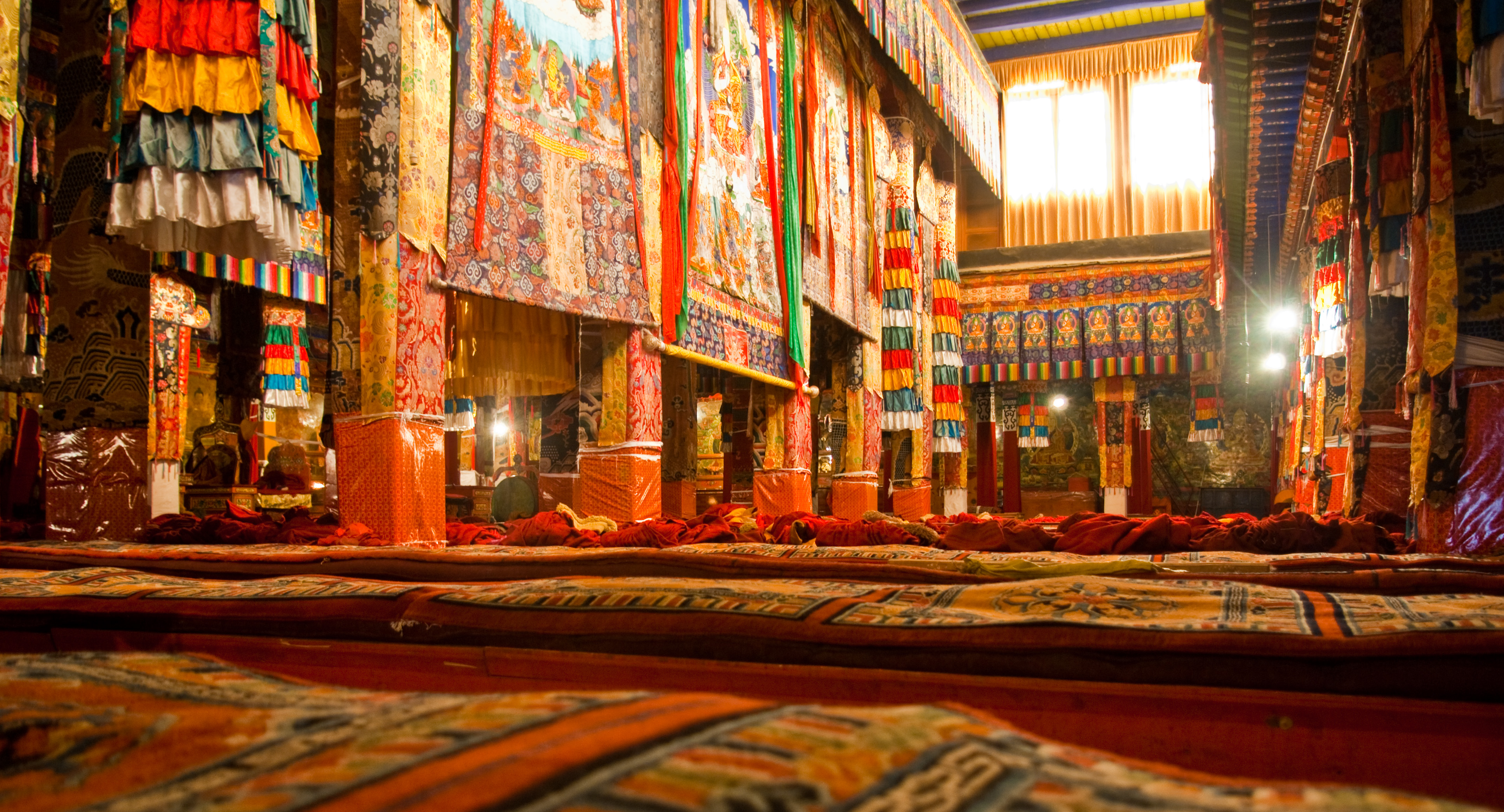
措钦大殿内景
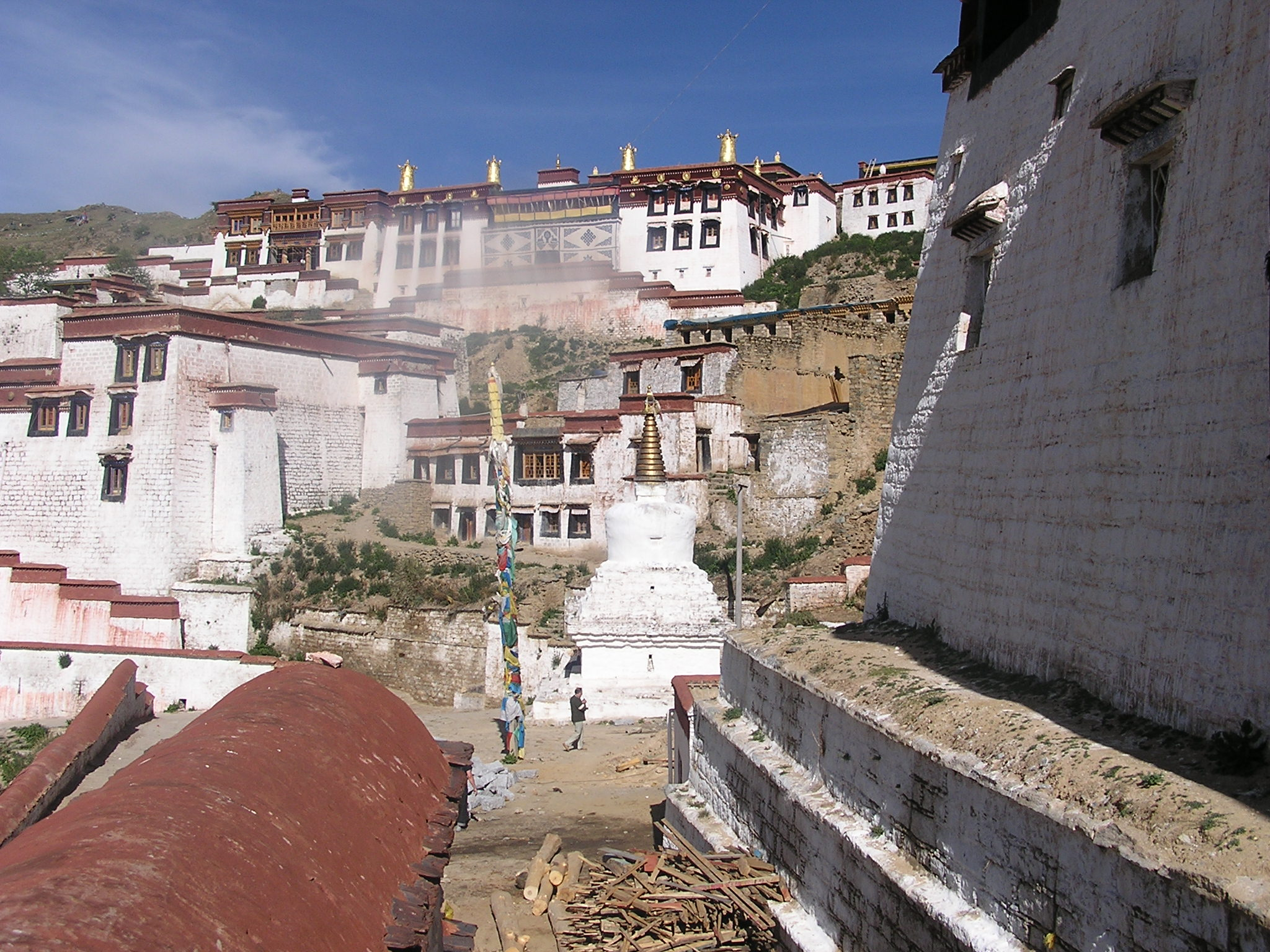
远处山上最高处白色建筑为绛孜扎仓
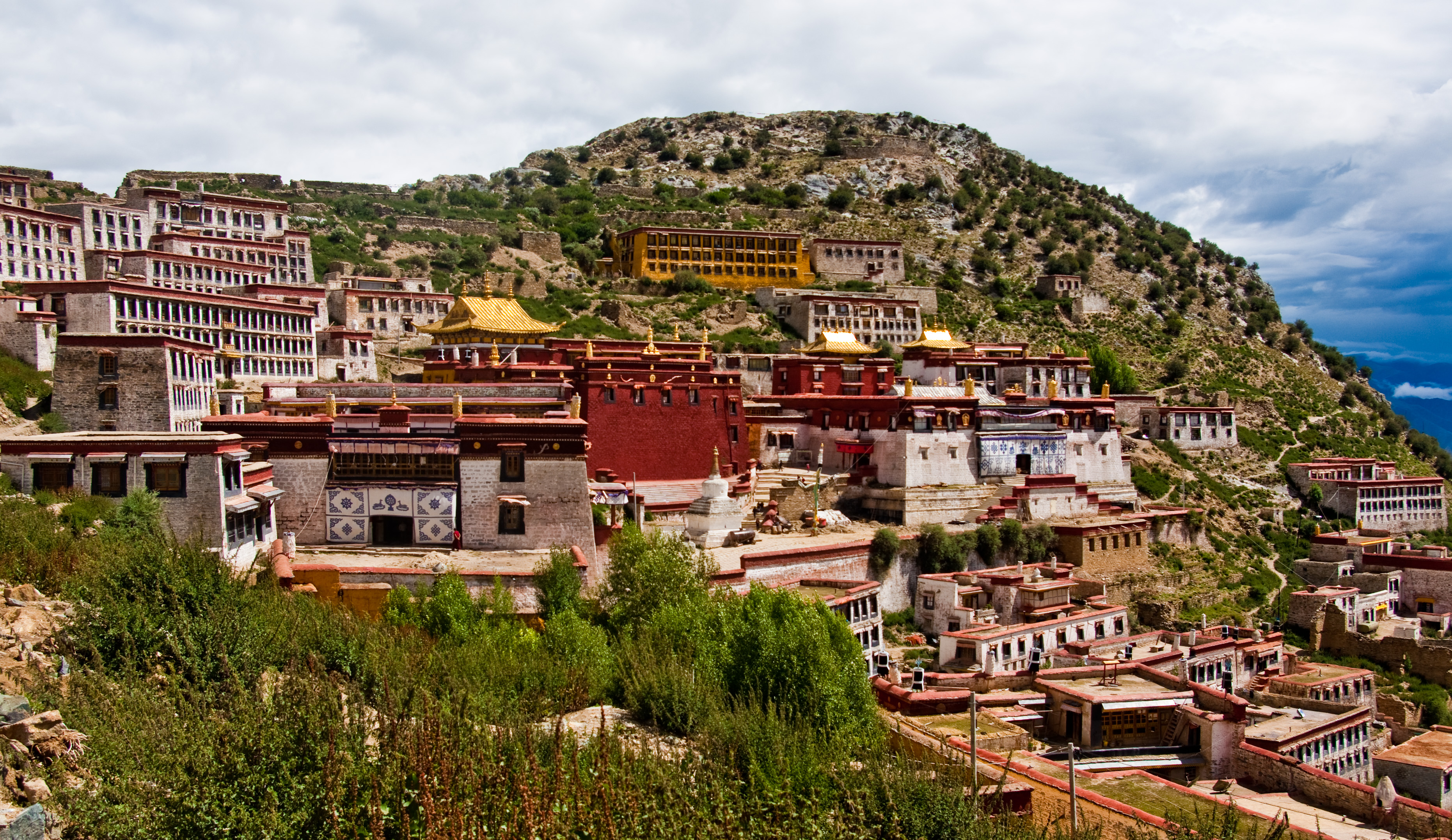
左为夏孜扎仓，中为羊八犍，右为措钦大殿
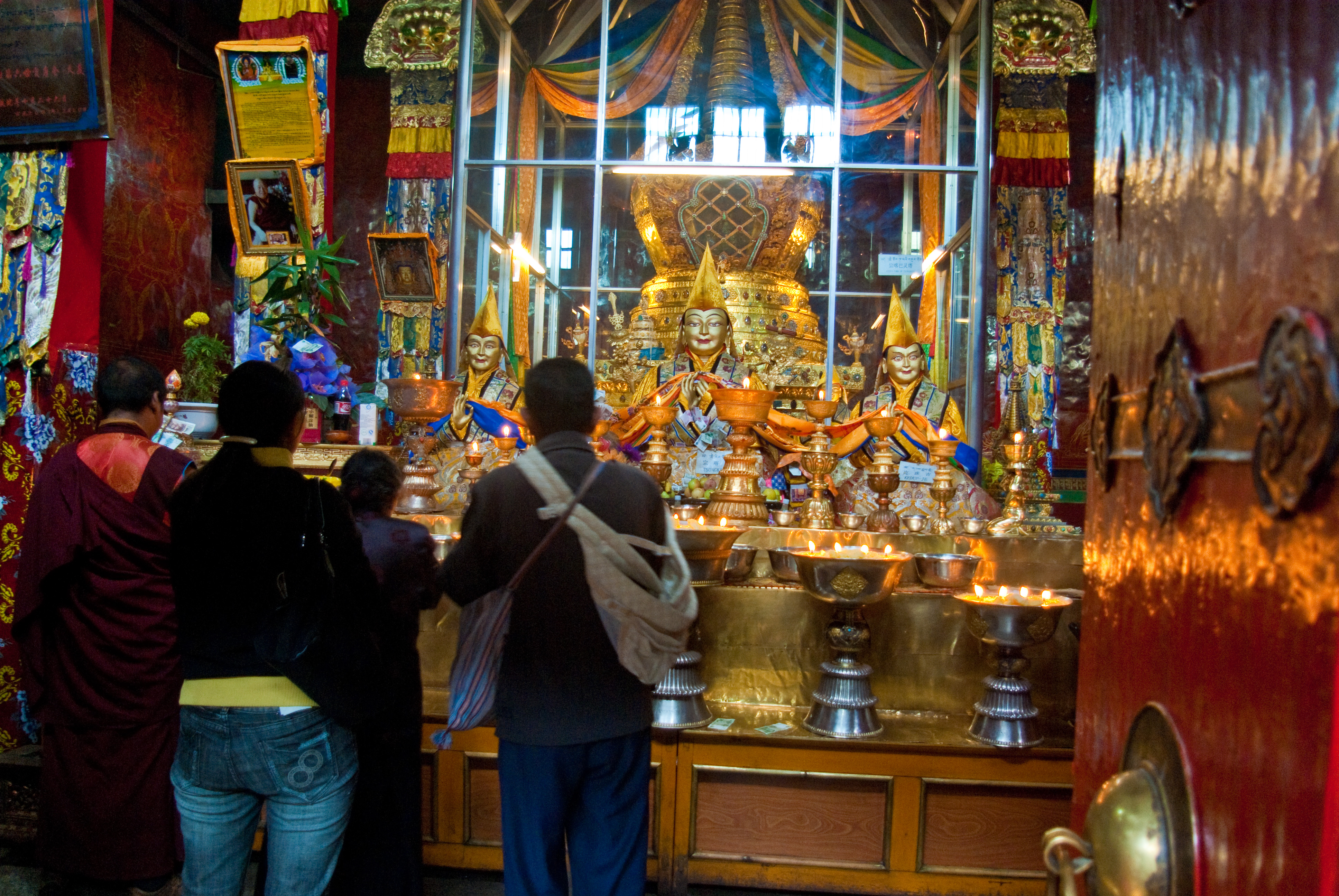
斯东康内的宗喀巴灵塔，正中为宗喀巴像，左为贾曹杰像，右为克珠杰像
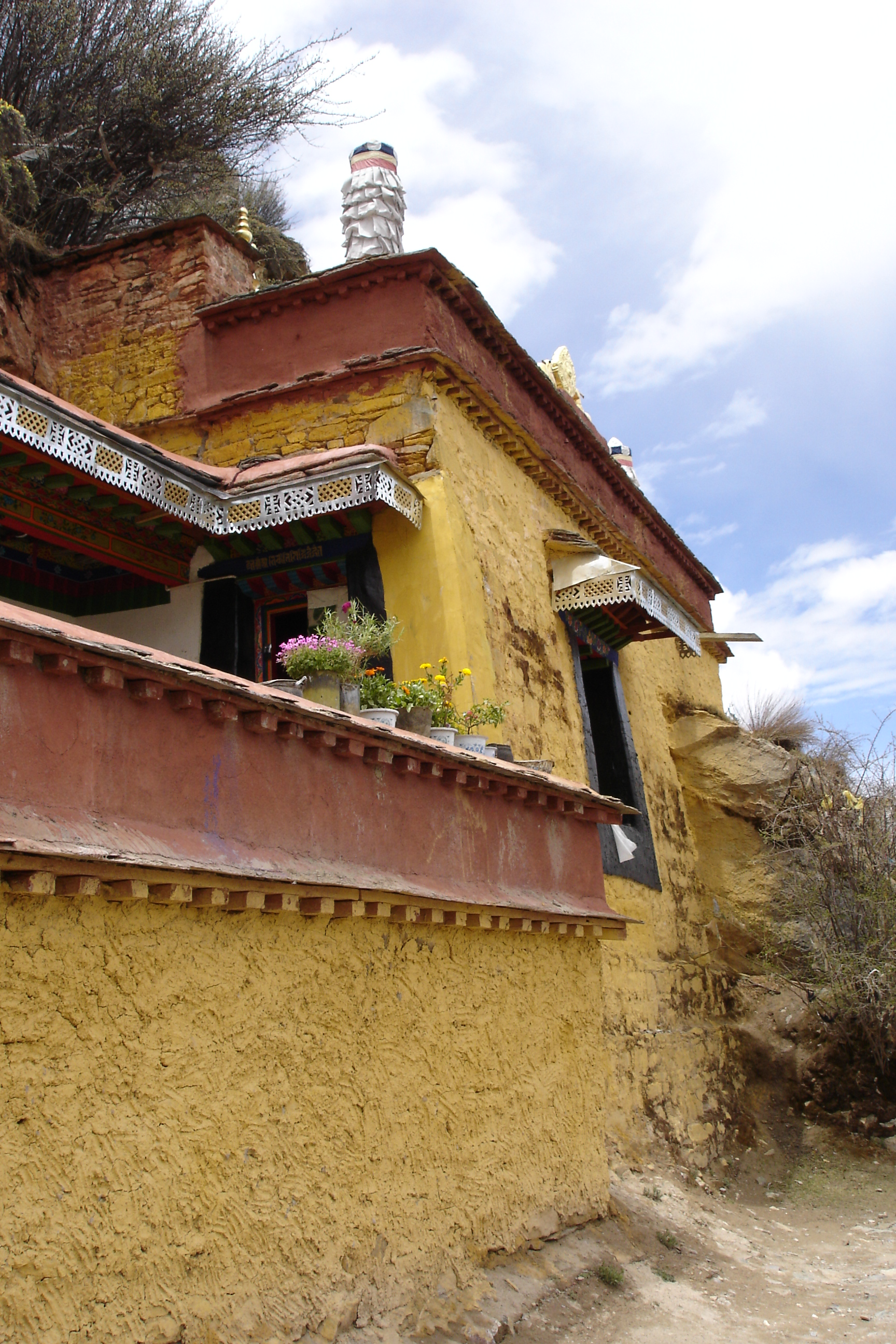
宗喀巴修行处
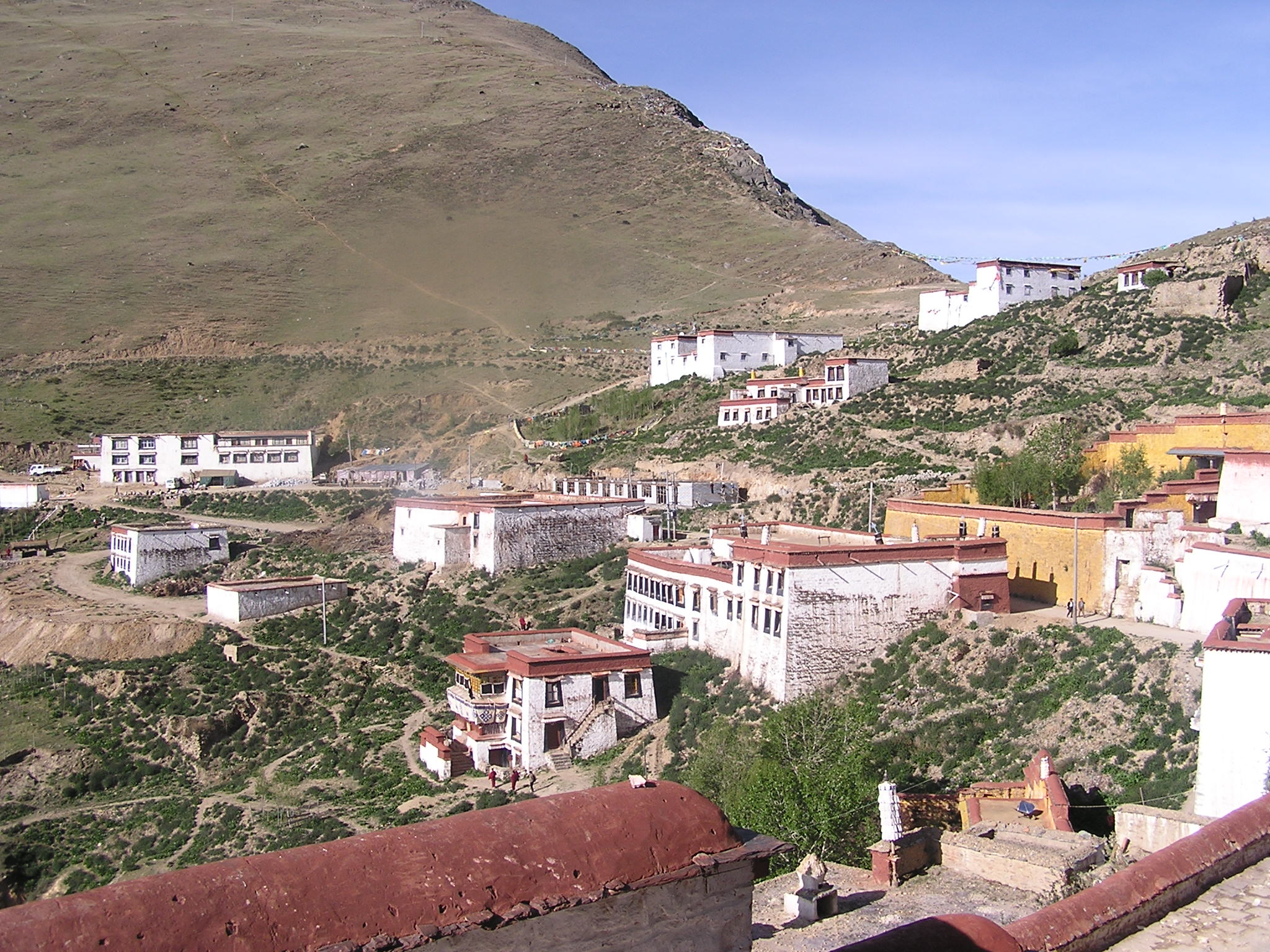
西南部的建筑群
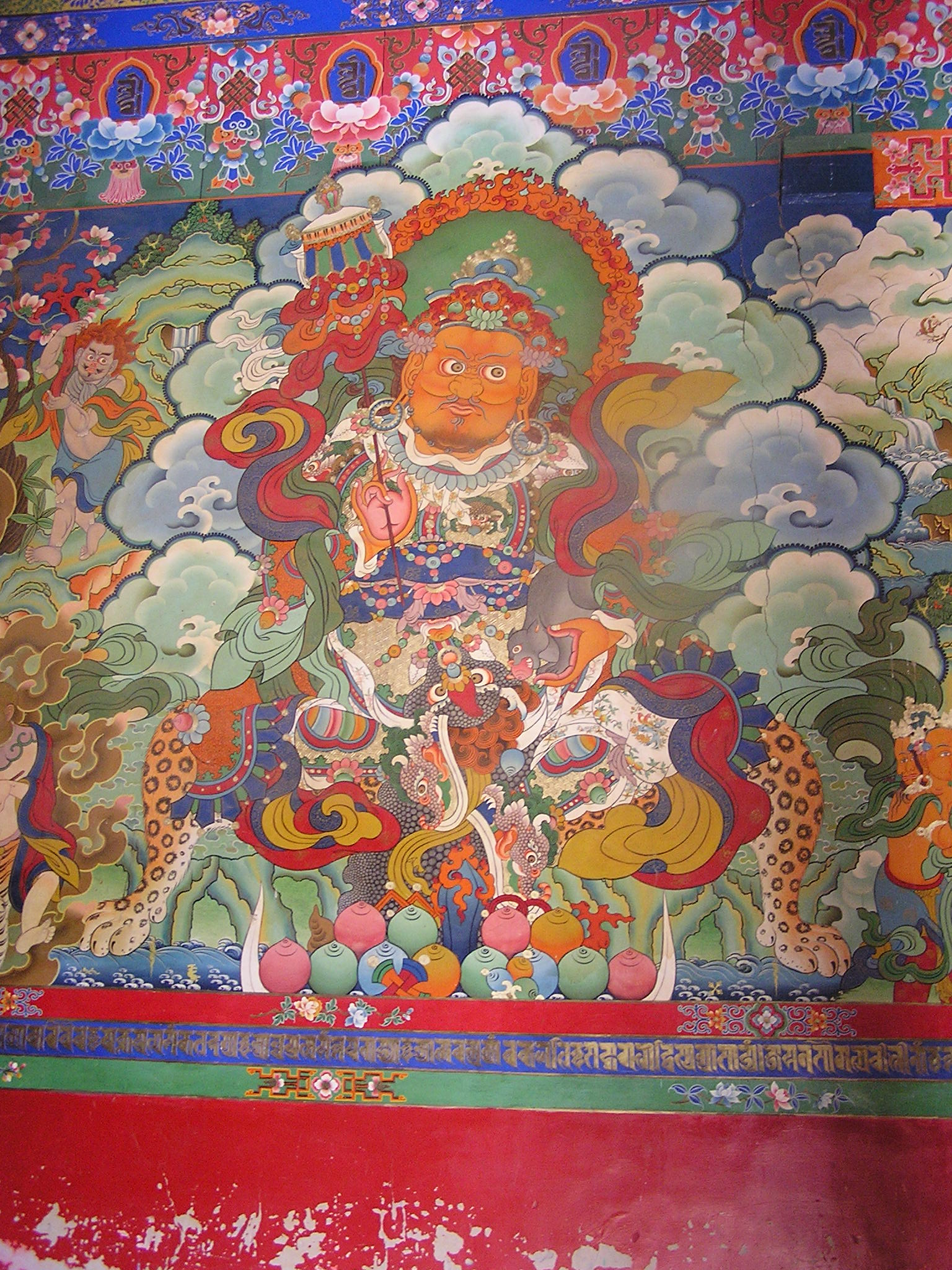
壁画中的多闻天王
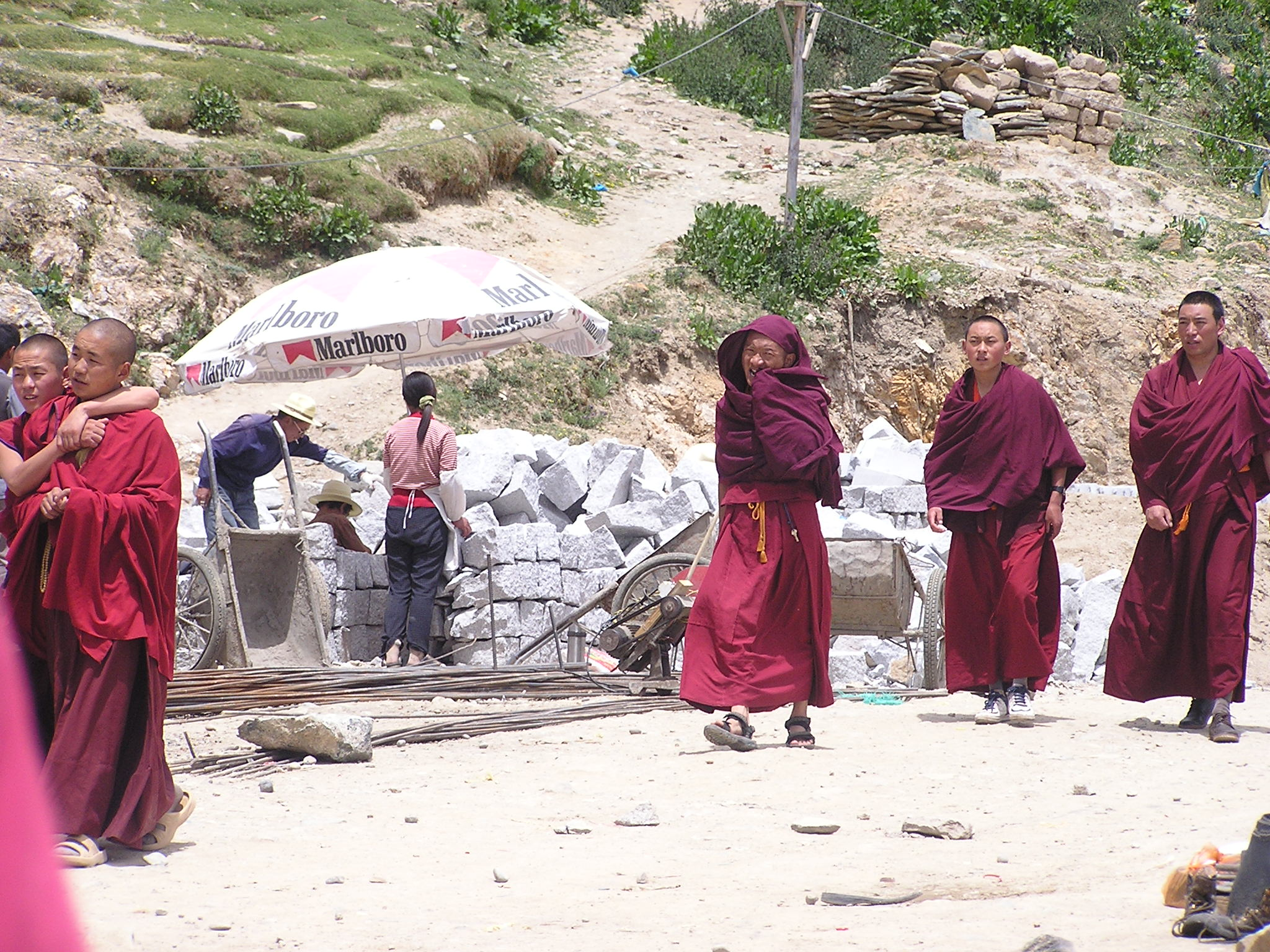
喇嘛们，背后是正在搬运建筑材料的工人
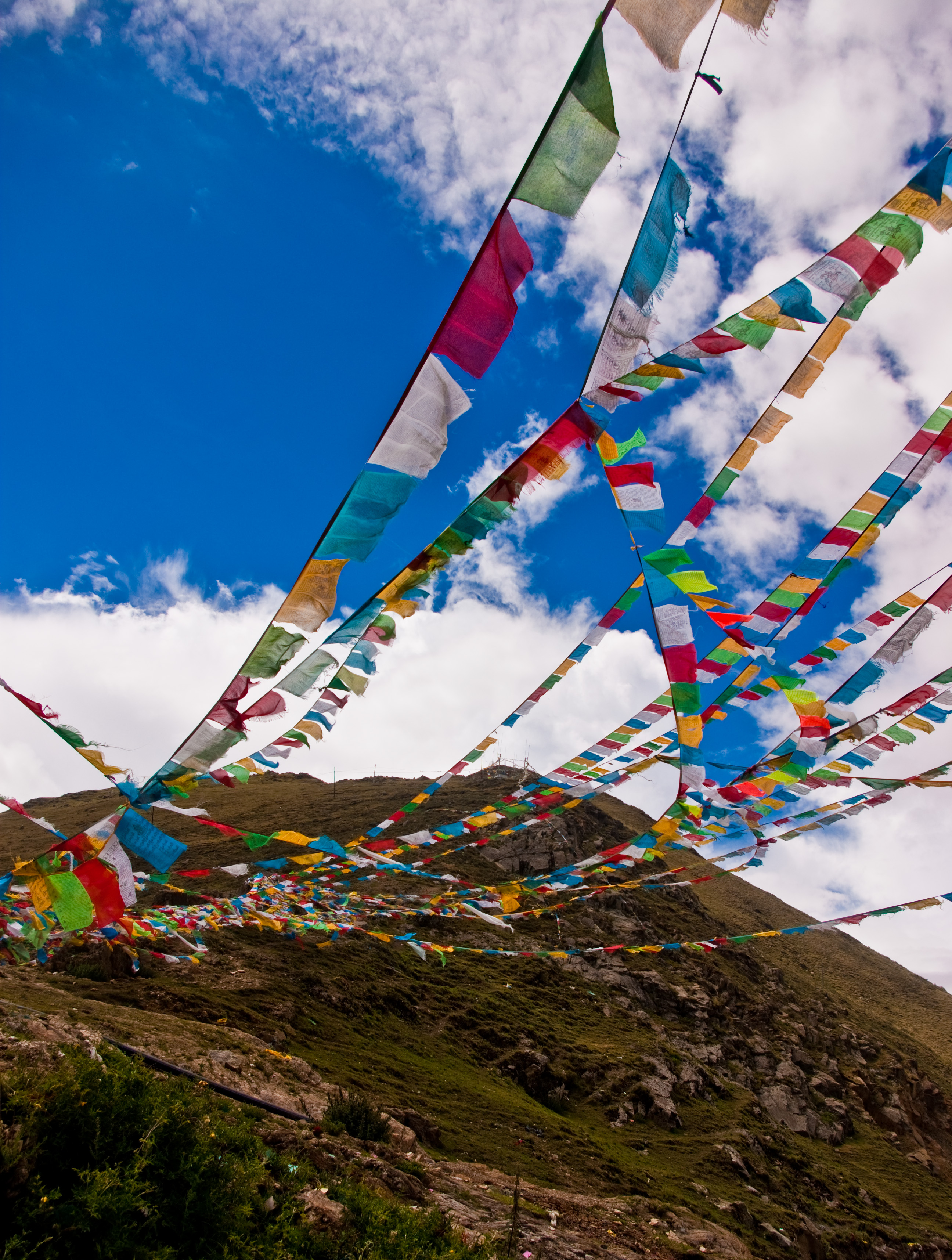
飘扬的经幡

## 印度甘丹寺
印度的甘丹寺位于印度卡纳塔克邦穆恩德戈德的流亡藏民聚居地。该藏民聚居地是印度最大的藏民聚居地，建于1966年，其土地由印度政府提供。
靠近穆恩德戈德的该藏民聚居地有9个营地，有甘丹寺及哲蚌寺2个寺院，以及1个比丘尼寺院。1999年，这里有13000名居民。该聚居地已经建立了一个农村信用社，一个农业研究所，一个手工艺中心。这里已经有了现代科技及通讯设备。这里的甘丹寺的课程和1959年拉萨的甘丹寺的课程类似。
该寺和拉萨的甘丹寺一样，也设有绛孜扎仓和夏孜扎仓，英文名别分别为“Ganden Jangtse College”（甘丹绛孜学院）和“Gaden Shartse Monastery”（甘丹夏孜寺）。
2008年，500多名僧人因拒绝遵从达赖有关多杰雄登的禁令，被西藏流亡政府从这座甘丹寺内驱逐出去。他们此后在该寺附近创立了夏甘丹寺（英語：Shar Gaden Monastery），于2009年10月23日至26日正式成立。由于这些僧人主要来自甘丹寺内的夏孜扎仓，因此甘丹寺内的夏孜扎仓此后无法维持，被迫关闭。

### 印度甘丹寺
- Gaden Shartse Norling Monastery （页面存档备份，存于）
- Gaden Shartse Cultural Foundation

### 印度夏甘丹寺
- Shar Gaden Monastery